# Pontifícia Universidade Javeriana
A Pontificia Universidad Javeriana é uma universidade colombiana privada fundada em 1623 e administrada pela Companhia de Jesus, sujeita a inspeção e vigilância pela Lei 1740 de 2014 e Lei 30 de 1992 do Ministério da Educação da Colômbia. A universidade, por tradição, tem sido o centro de treinamento da elite colombiana; entre seus graduados proeminentes, eles registram presidentes, cientistas e figuras públicas de renome. É uma das 33 universidades afiliadas à Sociedade de Jesus na América Latina e uma das 167 no mundo. Possui 18.725 estudantes de graduação, 4.389 de pós-graduação, 3.458 professores em período integral e mais de 1.500 funcionários administrativos. Em 2016, 2017 e 2018, a Pontifícia Universidade Javeriana conseguiu se posicionar como a melhor universidade do país, de acordo com o Times Higher Education , uma das empresas de maior prestígio no mundo no ranking mundial de universidades.
Possui dois ramos: o principal, em Bogotá, e outro secional, em Cali. O primeiro possui 18 faculdades, 213 programas acadêmicos, 39 cursos de graduação e 158 cursos de pós-graduação, além de 62 departamentos e 14 institutos. A sede de Cali possui 25 programas e a sede da Bolsa de Valores da Colômbia e da Richard J. Fox School of Business da Universidade Temple.
A Universidade Javeriana possui 179 grupos de pesquisa registrados no Colciencias, dos quais 99 foram dimensionados de acordo com sua produtividade, o que faz dessa instituição uma das cinco universidades do país com o maior número de grupos de pesquisa reconhecidos pelo Colciencias e o mais destacado dos particulares nesse campo, ao lado da Universidade dos Andes. Em 2014, a universidade foi classificada em 349 no QS World University Rankings da empresa britânica Quacquarelli Symonds, posicionando-se como a quarta maior instituição de ensino superior do país.